# 曾晓峰
曾晓峰（1952年1月—）是一位中国云南油画家、中国美术家协会会员。

## 生平
他先后就读于中央工艺美术学院、中央美术学院，后在云南画院任职，是昆明“外光派”画家群成员之一。作品曾在国际青年美展、全国美展上、90年代艺术双年展上获奖。
曾晓峰的作品受现代派影响，风格沉郁、具有边缘性和现实感，多用隐喻。其1984年的油画《盖房子》描绘云南农民站在盖好的房梁上大口喝酒，表现了他们对原始文化的依赖性，带有神秘色彩。《山水芭蕉电锯图》、《城市改造方案》则表现出现代人精神上的压抑。《戏水图》、《戏狗图》以人与动物作主题，令人警醒。其他早期作品还有《夜》系列、《捕虫》系列、《房子的变相》系列、《安乐椅》系列、《火炉》系列、《窗》、《禁忌之地》等。
2000年代他曾作过许多混合材料的作品，如《碑》系列。该系列是先做模型后用纸裱糊的浮雕式的作品，控诉了人类对文化的破坏。《机器》系列与《房子的变相》、《安乐椅》类似，以圆盘锯象征后工业时代的暴力，反映权利的腐败、工业对社会的冲击。《蛊》以魔化的爬行人体、毒虫入画、以枪象征杀戮，追问“善”在何方。